# Лупанчук Сергій Костянтинович
Сергій Костянтинович Лупанчук — український воєначальник, полковник, колишній командувач Сил спеціальних операцій ЗСУ (03.11.2023 — 09.05.2024) та член Ставки Верховного Головнокомандувача ЗСУ (2023—2024). Учасник російсько-української війни.

## Життєпис
3 листопада 2023 року указом Президента України Володимира Зеленського призначений командувачем Сил спеціальних операцій ЗСУ. Замінив на цій посаді Віктора Хоренка. Заступник керівника Офісу Президента України Роман Машовець заявив, що Зеленський звільнив Хоренка за поданням міністра оборони Рустема Умєрова. Наступного дня Умеров підтвердив факт звільнення Віктора Хоренка за його законодавчо передбаченим поданням.
7 листопада 2023 року включений до Ставки Верховного Головнокомандувача ЗСУ.
15 листопада 2023 року міністр оборони Рустем Умєров представив особовому складу Сергія Лупанчука та разом з Головнокомандувачем Збройних Сил України Валерієм Залужним передав йому бойовий прапор ССО ЗСУ.
9 травня 2024 за указом президента України № 313/2024 був звільнений з посади командувача Сил спеціальних операцій Збройних сил України.
15 липня 2024 року виведений зі складу Ставки Верховного Головнокомандувача.